# Samson Peak
Der Samson Peak ist ein 595 m hoher, markanter und dreiseitiger Berg auf Südgeorgien im Südatlantik. In der Busen-Region ragt er nördlich des Parochlus Lake und westlich des Berntsen Ridge auf.
Das UK Antarctic Place-Names Committee benannte ihn 2013. Namensgeber ist der Walfänger Samson, der 1916 von Stromness zur Rettung der nach der Überfahrt mit der James Caird am Ufer der King Haakon Bay unweit des Peggotty Bluff gestrandeten Teilnehmer der Endurance-Expedition (1914–1917) unter der Leitung des britischen Polarforschers Ernest Shackleton entsandt worden war.